# مهرجان القدس السينمائي
مهرجان القدس السينمائي (بالعبرية: פסטיבל הקולנוע ירושלים‏) هو مهرجان سينمائي يقام سنويا في القدس. صاحب فكرة المهرجان هي رائدة السينما الإسرائيلية ليا فان لير التي افتتحته في 17 مايو 1984. يتم عرض الأفلام الطويلة والأفلام الوثائقية من جميع أنحاء العالم بالمهرجان، ويتم تقديم الجوائز في العديد من الفئات.

## روابط خارجية
- مهرجان القدس السينمائي على موقع IMDb (الإنجليزية)

- الموقع الرسمي